# 무아마르 Z.A.
무아마르 자이날 아시킨(인도네시아어: Muammar Zainal Asykin, 1954년 6월 14일 ~ )은 인도네시아의 유명한 원로 카리나 꾸란 암송자와 하피즈이다.